# Nước chấm
Nước chấm (tiếng Việt: [nɨ́ək cə̌m]) là tên gọi chung cho nhiều loại "xốt chấm" được sử dụng khá thường xuyên dưới dạng một loại gia vị. Riêng nước chấm Việt Nam thường có vị ngọt, chua, mặn và cay.

## Nước mắm pha

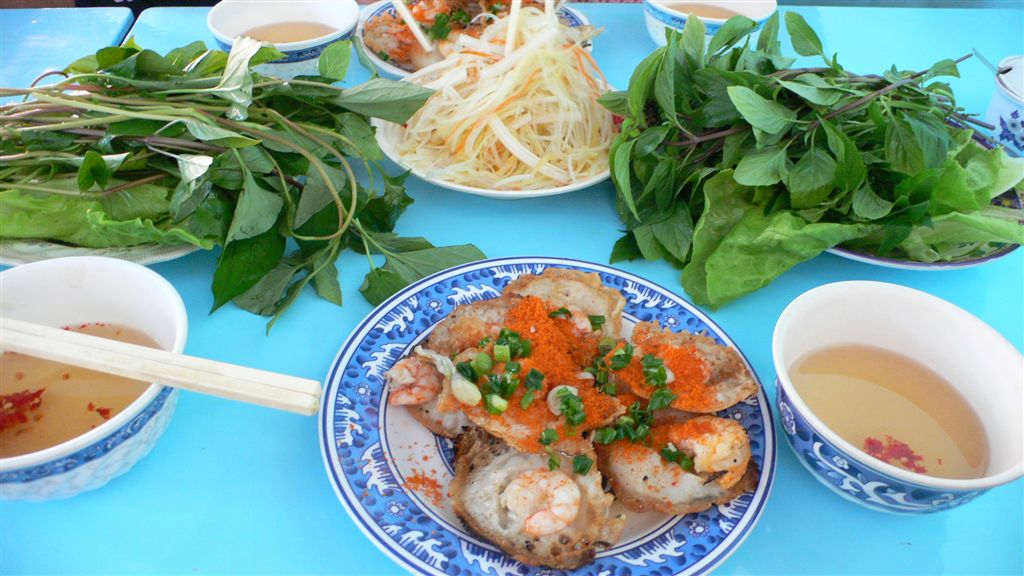
chén nước mắm pha với ớt

Nước mắm pha (hay nước mắm trộn) là loại nước chấm nổi tiếng nhất được làm từ nước mắm - một loại nước chấm có nguồn gốc từ cá biển. Công thức đơn giản nhất của loại gia vị này là một ít nước cốt chanh, hoặc đôi khi giấm gạo, một phần nước mắm ăn (hoặc nước mắm nấu), một phần đường và hai phần nước sôi để nguội. Những người ăn chay tạo ra nước chấm (nước chấm chay) hoặc nước tương (nước đậu nành) bằng cách thay thế nước tương đậu nành Maggi cho nước mắm.
Thông thường, người Việt Nam sẽ thường cho thêm tỏi băm nhuyễn chưa nấu chín, băm nhỏ ớt mắt chim (ớt hiểm) hay đôi khi là ớt chỉ thiên tùy theo khẩu vị của người ăn, và trong một số trường hợp, cà rốt cắt nhỏ hoặc củ cải trắng và đu đủ xanh được cho vào để làm nước chấm cho món bún. Hoặc khi phục vụ hải sản, chẳng hạn như lươn, người ta cũng phục vụ một vài lát sả đi kèm.
Nước chấm được chuẩn bị nóng trên bếp giúp nó hòa tan đường nhanh hơn, sau đó được làm nguội. Hương vị có thể thay đổi tùy theo sở thích của từng người và theo mội vùng miền nhưng chủ yếu phụ thuộc vào những nguyên liệu của từng vùng sẽ ảnh hưởng đến thành phần được cho thêm vào nước chấm, nhưng nó thường được mô tả là có vị cay nồng khác biệt nếu có thêm ớt xắt lát hoặc gừng, ngọt nhưng chua nếu có thêm chanh và bột ngọt.

## Khác biệt theo vùng miền
Người dân miền bắc Việt Nam có xu hướng sử dụng nước mắm pha nhiều hơn trong nấu ăn, bằng cách sử dụng các công thức truyền thống, nhưng có thêm nước dùng làm từ thịt lợn hoặc xương lợn (heo) hoặc bò và đôi khi tôm he. Ở Miền Trung, mọi người thích sử dụng một dạng nước mắm pha với tỉ lệ pha loãng ít hơn và có cùng tỷ lệ nước mắm, đường như công thức trên, nhưng có thêm ít nước và với ớt tươi. Người miền Nam Việt Nam thường sử dụng đường cọ và nước dừa làm chất tạo ngọt trong nước chấm thay vì dùng bột canh nhằm đưa lại vị ngọt tự nhiên hơn khi ăn.

## Công dụng
Nước mắm pha thường được sử dụng cho các món ăn như:
- Cơm tấm, một món cơm với thịt bò, lợn, thịt gà (hoặc vịt), trứng rán, hải sản hoặc rau. Các mặt trên thường được chiên, nướng, om, hấp / luộc hoặc xào và ăn kèm với rau sống.
- Chả giò, một loại nem đặc biệt của Việt Nam, thường có vỏ ngoài giòn với nhân thường là giá đỗ, thịt lợn (heo) xay nhuyễn, cà rốt xắt lát mỏng, mộc nhĩ và được rán trên dầu
- Gỏi cuốn, đôi khi được gọi là gỏi cuốn tôm hoặc cuộn "bánh tráng", và thường bị nhầm với món chả giò. Gỏi cuốn được ăn kèm với nước sốt đậu tương (đậu nành) và đôi khi có cả ớt, hoặc được xào với tương, một loại nước chấm lên men của Việt Nam
- Bánh cuốn hay "cơm cuộn", là những tấm bánh tráng từ gạo được cuốn tròn và phủ lên trên (hoặc nhồi) với thịt hoặc hải sản và được xào hoặc om, với nước tương hoặc nước mắm. Bánh cuốn Miền trung thường được gọi là bánh mướt và được rải thêm một vài vụn hành rán giòn.[13]
- Bánh xèo, một loại bánh kếp áp chảo làm từ bột gạo và nước cốt dừa và được làm khá mỏng và chứa đầy thịt lợn, tôm, hành tây và giá đỗ, và ăn kèm với nhiều loại rau sống
- Bánh hỏi, một món bún rất mỏng được xếp thành từng tấm, và được phủ lên một lớp hành mỏng (hành được chiên qua dầu)
- Bún một loại mì gạo thường ăn với thịt, thịt gia cầm, trứng, hải sản hoặc rau sống. Các mặt trên thường được chiên, nướng, om, hấp / luộc hoặc xào trước khi đưa ra phục vụ. Bún là một món ăn nhẹ buổi chiều hoặc là món ăn chính thay cho cơm.

Nước chấm được sử dụng như một loại gia vị tất yếu trong mỗi gia đình nhằm tăng hương thơm và kích thích vị giác. Nước chấm kết hợp được với rất nhiều món ăn nên tùy theo vùng miền mà có những cách pha trộn nhằm phù hợp với khẩu vị của người ăn nhưng chủ yếu được kết hợp với tỏi tươi và ớt hiểm nhằm đem lại hương vị đậm đà hơn cho món ăn.

## Phiên bản khác
Có một loại nước sốt cay hơn và ít công phu hơn ở Thái Lan và Lào. Ở đó, nó được gọi là nam pla phrik và jeow pa mak phet, được tạo thành từ nước mắm và rất nhiều ớt; các pha loại nước chấm này chuẩn nhất cũng bao gồm nước ép tỏi và/hoặc hành lá xắt nhỏ.